# Cathy Ménard
Cathy Ménard, de son vrai nom Danièle Guégard ou Danièle Marie Yvonne Guego, est une actrice pornographique française, née le 17 juin 1954 et morte le 1er mai 2022. Elle a tourné essentiellement entre 1980 et 1985.

## Biographie
Cathy Ménard est apparue dans plusieurs productions d'Alpha France, Vidéo Marc Dorcel ou autres producteurs français, italiens ou allemands. On la retrouve aussi dans les génériques sous les noms de Cathy Maynard, Kathy Menard, Catherine Meynard, Menard, Danielle Guegard, ou sous le seul prénom de Cathy. Elle se spécialisait dans les rôles de bourgeoise vertueuse et frigide auxquels elle apportait une certaine élégance.
Dans son autobiographie « 8 000 femmes, mémoire d’un Casanova du cinéma », Richard Lemieuvre alias Richard Allan décrit Cathy Menard ainsi : « Cette longue jeune femme brune, mince et classieuse, qui d’ailleurs travaillait alors chez un avocat, portait toute l’innocence du monde dans son regard, mais c’était un volcan dans la vie comme sur les plateaux. Son physique et son élégance naturelle la portaient à jouer les bourgeoises bien installées socialement et, justement, le décalage avec ses abandons sexuels était véritablement obscène à l’écran ; une petite merveille de perversité ! Et le plus extraordinaire, c’est qu’elle était le même personnage à la ville. La douce Danielle, toujours de bonne humeur, toujours disponible, adorait le sexe et fréquentait les soirées avec son ami dentiste, qui me l’avait ainsi présentée pour qu’elle fasse du cinéma porno. Elle allait se révéler aussi facile à vivre sur un plateau qu’excellente à l’écran. De surcroît, le vedettariat qu’elle a connu à une certaine époque ne lui est jamais monté à la tête. »
Elle a été dirigée par les principaux réalisateurs du X français de l’époque : Michel Barny avec Au Caprice des Dames et Michel Baudricourt avec Ragazzine in calore ont été les premiers en 1980. Ce sera ensuite  Bourgeoise… et Pute, son premier grand rôle en 1981, mis en scène par Gérard Kikoïne, qui aura recours quatre fois à ses talents. J. Helbie lui fera tourner aussi quatre films, dont Les Culottes de Charlotte en 1982. En 1983, ce sera Claude Bernard-Aubert alias Burd Trandbaree qui, après Chambres d’amis très particulières, lui donnera son rôle le plus culte dans L’initiation d’une femme mariée.
Elle meurt le 1er mai 2022 à Levallois Perret à l'âge de 67 ans.

## Filmographie

### Cinéma
- 1981 : Chattes frémissantes de Michel Caputo : Une femme
- 1981 : À nous les petites salopes (Gémissements pervers / Isabelle et Olga) de Michel Caputo
- 1981 : Patricia petite fille mouillée de Michel Caputo : Cynthia d'Occase
- 1981 : Diane, les fesses de l'hôtesse de Michel Caputo
- 1982 : La prof enseigne sans préservatif (ou La prof ou les plaisirs défendus) de Robert Renzulli : Mathilde
- 1982 : Dans la chaleur de Saint-Tropez (ou Attention fillettes) de Gérard Kikoïne : la fille dans le sable
- 1982 : Carmela... une si jolie petite fille d'Alain Payet
- 1982 : Adolescentes trop curieuses de Pierre-B. Reinhard : Odile
- 1982 : Rêves de jeunes filles volages (ou Petites culottes chaudes et mouillées / Heiße Höschen) de Claude Bernard-Aubert : Un mannequin
- 1982 : Les Folles Nuits de Nathalie de Pierre-B. Reinhard
- 1982 : Les Caprices d'une souris de Pierre-B. Reinhard : Gabrielle
- 1982 : L'Inconnue d'Alain Payet
- 1982 : Palace Girls d'Alain Payet
- 1982 : Fantasmes très spéciaux (Jungmädchenträume) de Gérard Kikoïne : La femme aux rêves (comme Dany Ego)
- 1982 : Bourgeoise ...et pute de Gérard Kikoïne : Muriel / Sandra (comme Sylvia Cyranno)
- 1982 : Belles et bien éduquées mais le feu au cul de Pierre Unia
- 1982 : Femmes prêtes à tout de Gérard Grégory : La féministe
- 1982 : Porno's Girls d'Alain Payet
- 1982 : Les Culottes de Charlotte de J. Helbie : Isabelle St Preux (comme Kathy Menard)
- 1982 : Au caprice des dames de Didier Philippe-Gérard (vidéo)
- 1982 : Julie la douce de Jean-Luc Brunet : Louise (comme Kathy Menard, vidéo)
- 1982 : Derrière le miroir sans tain de Jean-Claude Roy
- 1982 : Une épouse à tout faire) de Jean-Claude Roy : Greta
- 1982 : Délices d'un sexe chaud et profond de Pierre-B. Reinhard : La femme de Richard
- 1982 : Triangolo erotico (Trio lubrique et folles partouzes) d'Antonio D'Agostino
- 1982 : Bathman dal pianeta Eros (Batman sur la planète du plaisir) d'Antonio D'Agostino
- 1982 : Femmes prêtes à tout de Gérard Grégory
- 1982 : La Femme aux bas noirs de Jean-Luc Brunet
- 1982 : Aventures extra-conjugales de Jean-Claude Roy : Clara
- 1983 : Furia porno de José Bénazéraf
- 1983 : Je mouille aussi par derrière (ou Adolescentes à sodomiser) de José Bénazéraf : La femme de Richard
- 1983 : Des petits culs à enfiler de José Bénazéraf : (comme Danielle Guegard)
- 1983 : Hetaste Ligen (ou International gigolo ou Call Girls) d'Andrei Feher (film tourné en 1980)
- 1983 : Des femmes pour Gourpanof de Jean-Luc Brunet
- 1983 : Broute-Minou de Michel Caputo (vidéo)
- 1983 : Valérie tourne mal de Michel Ricaud
- 1983 : Belles de rêve de Jean-Luc Brunet : Mme Corte
- 1983 : Les amours cachées de Sylvie d'Alain Payet
- 1983 : Chambres d'amis très particulières de Claude Bernard-Aubert : Melanie Verdier
- 1983 : Les Dessous noirs de Daniel Daert : La cliente
- 1983 : Petites annonces très spéciales de Jean-Claude Roy
- 1983 : Ardeurs perverses (Libres échanges) de Michel Lemoine : La femme de Roland (comme Cathy Maynard)
- 1983 : Irma la masseuse de José Bénazéraf
- 1983 : Je te suce tu me suces (ou La Vie d'un bordel de province) de José Bénazéraf
- 1983 : Initiation d'une femme mariée de Claude Bernard-Aubert : Babeth
- 1983 : Petites filles dociles) de Vincent Saint-Ouen : La journaliste
- 1983 : L'espionne s'envoie en l'air de José Bénazéraf : L'agent Russe
- 1983 : Traitement spécial pour bourgeoise insatisfaite de Michel Berkowitch
- 1983 : 14 Ans D'Aurelie de Michel Ricaud :
- 1984 : Jeunes Danoises au pair (Heiße Spiele kühler Blondinen) de Jean-Claude Roy
- 1984 : Exzesse in der Schönheitsfarm (Die wilden Stunden der schönen Mädchen / Fantasmes de femmes / S.O.S. Fantasmes) de Michael Goritschnig
- 1984 : Sexologues en chaleur de José Bénazéraf
- 1984 : Du foutre plein le cul de José Bénazéraf : La cambrioleuse (comme Danielle Cuego)
- 1984 : Emmanuelle 4 de Francis Leroi et Iris Letans : Une femme à la fête
- 1984 : Le port aux putes de José Bénazéraf
- 1984 : Demoiselles à prendre par-derrière d'Alain Payet
- 1984 : Je t'offre mon corps de Michel Lemoine : Gaby
- 1984 : La Corrida charnelle (ou Malisa, Elisa et le taureau / Spanish fly) de José Bénazéraf
- 1984 : Der Frauenarzt vom Place Pigalle (ou Infirmières lubriques / Jeunes filles en chaleur à sodomiser) de Michael Goritschning
- 1984 : Festival 1 (compilation)
- 1984 : Festival 2 (compilation)
- 1985 : Making a Porno Movie de José Bénazéraf : la femme de Richard (non créditée)
- 1985 : J'ai très envie de nymphettes à sodomiser (ou Petits Trous libertins) de Michel Caputo
- 1985 : Jeunes filles en chaleur à sodomiser (ou Baise-moi / Ragazine in calore) de Michel Caputo
- 1985 : Fessées intimes de Georges Lagautrière
- 1985: Infirmières du plaisir (Il flore sulla carne) de Michel Caputo : Françoise Leroi
- 1985 : Secrétaires BCBG le jour mais salopes et perverses la nuit d'Alain Payet
- 1985 : Plaisirs sodomiques pour salopes inassouvies de Michel Caputo
- 1985 : Jouisseuse hysterique (extraits de French Satisfaction et de Diamond Baby)
- 1986 : Baise les filles et sodomise-moi de Michel Caputo : Une invitée à la partouze
- 1986 : Confidences d'une petite vicieuse très perverse de Michel Caputo (montage d'archives)
- 1986 : Porno Express 3 (montage d'archives)
- 1986 : James Bande 00 Sex 69 de Michel Caputo : Une copine
- 1987 : Diamond Baby de Michael Goritschnig : Danièle
- 1987 : Danger femmes libérées ! d'Alain Payet : Chantal (comme Danièle Guego)
- 1987 : Doigts vicieux, culottes déchirées de Pierre-B. Reinhard
- 1987 : Punitions anales pour adolescentes soumises d'Alain Payet
- 1990 : Backdoor to Paris (Secrets à Paris) de José Bénazéraf (vidéo, montage d'archives))